# Đông Sơn (làng cổ)
Làng Đông Sơn là một địa danh trở nên nổi tiếng vào giữa thập niên 1920 khi những di chỉ khảo cổ của nền văn hóa Đông Sơn lần đầu tiên được phát hiện tại đây.

## Vị trí địa lý
Làng này nằm bên bờ nam sông Mã, nơi tiếp giáp của hai dòng sông Chu - sông Mã, thuộc phường Hàm Rồng, thành phố Thanh Hóa. Trên Quốc lộ 1 hướng từ Bắc vào Nam đến cầu Hàm Rồng, ngay đầu thành phố Thanh Hóa rẽ phải khoảng 1000 m sẽ đến một làng cổ, đó là làng Đông Sơn.

## Hành chính
Trước cách mạng làng này thuộc huyện Đông Sơn. Sau cách mạng (từ 1945 đến 1952) thuộc xã Đông Thọ, huyện Đông Sơn. Từ năm 1952 đến 1954 thuộc xã Đông Giang vẫn thuộc huyện Đông Sơn. Từ tháng 5 năm 1964 vẫn thuộc xã Đông Giang nhưng nhập vào thị xã Thanh Hoá. Từ tháng 1 năm 1981 thuộc phường Hàm Rồng.

## Làng cổ
Làng Đông Sơn là làng Việt cổ có vị trí rất lớn, đại diện cho cả một giai đoạn lịch sử văn minh Đông Sơn - Trống đồng Đông Sơn.
Làng Đông Sơn quần tụ dựa vào lưng núi Rồng (núi Đông Sơn). Phía trước làng là cánh đồng rộng, màu mỡ, xung quanh ba phía của làng là những núi đá nhỏ đồi đất thấp nằm xen kẽ lẫn nhau có hình dáng kỳ dị, dân gian cứ theo đó mà đặt tên cho từng quả đồi, ngọn núi: núi Rồng, núi Phượng, núi Voi, núi Cánh Tiên... Dân gian cho rằng làng Đông Sơn ở vào thế đất có 99 ngọn núi hình con Phượng Hoàng. Ca dao cổ vùng Đông Sơn có câu:
Chín mươi chín ngọn bên đông
Còn ngọn núi Nít bên sông chưa về
Chín mươi chín ngọn đề huề
Còn ngọn núi Nít chưa về bên đông.
Phía đông của làng là hệ thống núi đất kéo dài từ Ngã Ba Đầu (Ngã Ba Bông) - nơi sông Chu gặp sông Mã chạy theo bờ nam sông Mã. Sông Mã qua hành trình vạn dặm trước khi về với biển cả đã để lại ở đây một cảnh khí ngoạn mục vào bậc nhất của xứ Thanh: Hàm Rồng - núi Ngọc.
Sách Đại Nam Nhất Thống chí cho biết: núi Hàm Rồng tức núi Long Hạm, tên cũ là Đông Sơn, mạch núi từ Ngũ Hoa, xã Dương Xá (nay là xã Thiệu Dương, huyện Thiệu Hoá), theo bên sông dẫn đến uyển chuyển liên tiếp như hình con rồng, cuối cùng nổi vọt lên một ngọn núi cao, lớp đá chồng chất, trên núi có động Long Quang. Dưới núi có mỏm đá nhô ra bên sông, trông như Hàm Rồng ngậm đá phun nước. Động Long Quang trên núi Rồng là nơi danh thắng, đã lưu luyến nhiều tao nhân mặc khách. Nguyễn Trãi, Lê Thánh Tông và nhiều văn sĩ khác đã có thơ lưu lại trên động Long Quang.
Phía nam của làng là hệ thống đồi đất cao có nhiều ngọn trong đó tiêu biểu nhất là núi Cánh Tiên với huyền thoại về những nàng tiên giáng thế.
Phía bắc của làng là hệ thống núi Phượng, núi con Voi có động Tiên và chùa Tiên Sơn. Động Tiên mới được phát hiện gần đây đã trở thành một điểm du lịch hấp dẫn.
Làng Đông Sơn có cấu trúc theo kiểu làng thuần nông. Vị thế của làng cho phép phát huy triệt để lợi thế của kinh tế ruộng nước và đất đồi. Hệ thống di tích: đình, chùa, miếu được tạo dựng và phân bố hợp lý.
Làng cổ Đông Sơn được xem như một niên biểu về sự phát triển liên tục từ buổi các vua Hùng dựng nước cho đến thời hiện đại. Theo dòng lịch sử có thể thấy lịch sử của làng gắn liền với những bước thăng trầm của lịch sử vùng đất xứ Thanh.
Tài liệu khảo cổ học cho biết từ thời các vua Hùng dựng nước trên đất Đông Sơn đã hình thành một làng nông nghiệp. Những chứng cứ văn hoá vật chất được phát triển từ lòng đất làng cổ Đông Sơn từ những bộ nông cụ đa dạng, các loại vũ khí, các loại đồ gốm, đồ trang sức đặc sắc đến những chiếc trống đồng hoa văn tinh xảo... Đã cho thấy từ thời kỳ dựng nước Văn Lang, Đông Sơn đã là một làng nông nghiệp hình thành, và phát triển lâu dài và có vị thế trong khu vực. Phát hiện về di tích làng cổ Đông Sơn với niên đại hơn 2.500 năm đã mở ra chương mới cho việc nghiên cứu văn minh Việt cổ thời dựng nước đầu tiên. Từ đầu thế kỷ XX Đông Sơn đã trở thành tên gọi cho một nền văn hoá khảo cổ học nổi tiếng thế giới: Văn hoá Đông Sơn. Văn minh Đông Sơn đã trở thành một nền văn minh tiêu biểu của tổ tiên ta thời kỳ dựng nước, trống Đông Sơn trở thành biểu tượng tài năng trí sáng tạo của người Việt cổ buổi đầu tạo dựng văn minh..
Sau thời kỳ huy hoàng của văn hoá Đông Sơn, suốt ngàn năm Bắc thuộc làng cổ Đông Sơn vẫn nằm trong địa bàn quan trọng của cùng đất Cửu Chân. Dấu vết khu cư trú, khu mộ táng của các thời kỳ: Hán, Đường, Lục Triều được phát hiện ở làng Đông Sơn đã cho thấy sự phát triển liên tục của vùng đất này trong thời kỳ giao thoa văn hoá Việt - Hán và các giai đoạn phát triển kế tiếp..
Ra khỏi thời kỳ Bắc thuộc, vùng đất Đông Sơn là địa bàn quan trọng được đánh đánh dấu bằng những chứng tích hoạt động của các triều đại phong kiến Việt Nam: Lý - Trần - Lê - Tây Sơn và Nguyễn..
Thời kỳ Dương Đình Nghệ xây nền tự chủ, đoạn sông Mã từ Hàm Rồng đến Ngã Ba Đầu là nơi Ngô Quyền (con rể Dương Đình Nghệ) luyện thủy quân để làm nên một Bạch Đằng Giang thứ nhất. Dấu vết một ngôi chùa cổ thời Trần (chùa Tiên) ở phía Bắc của làng đã cho thấy thời kỳ này Phật giáo khá phát triển ở đây. Thời Trần tên làng Đông Sơn được lấy để đặt cho huyện Đông Sơn điều này khẳng định vị thế quan trọng của làng Đông Sơn.
Triều Tây Sơn tồn tại không dài lắm nhưng đã để lại nhiều chứng tích văn hoá ở làng Đông Sơn. Văn bia thời Tây Sơn được phát triển ở đây cho thấy dưới vương triều Tây Sơn làng Đông Sơn là đất văn hiến. Người dân Đông Sơn rất tự hào đã tham gia trong đoàn quân của người anh hùng áo vải Nguyễn Huệ "theo chúa Tây Sơn đánh giặc.
Thùng thùng trống đánh quân sang
Chợ già trước mặt, quan ngang bên đàng
Qua Chiêng thì rẽ sang Giàng
Qua quán Đông Thổ vào làng Đình Hương.
Anh đi theo chúa Tây Sơn
Em về cày cuốc mà thương mẹ già.
Thời Nguyễn triều đình đã cho dựng văn miếu ở làng Đông Sơn.
Năm 1924, người nông dân tên gọi Nguyễn Văn Lắm ở làng Đông Sơn khi ra bờ sông Mã câu cá đã tìm thấy một số đồ đồng ở nơi bờ sông sạt lở. Một viên thuế quan người Pháp đã mua những đồ đồng đó và đem đến trường Viễn Đông Bác Cổ (EFEO) để xác định giá trị. Sau đó, người Pháp đã tiến hành khai quật ở làng Đông Sơn và thu được nhiều hiện vật có giá trị. Năm 1934, R.Heine Geldern, một nhà nghiên cứu người Áo lần đầu tiên đề nghị định danh nền văn hoá đó là "Văn hoá Đông Sơn".

## Thời kỳ cận đại và đương đại
Với việc bắc cầu Hàm Rồng vượt sông Mã một khu công nghiệp phía bắc thị xã Thanh Hoá trên đất làng Đông Sơn đã hình thành.
Thời kỳ đánh Mỹ và thắng Mỹ, làng Đông Sơn trở thành pháo đài thép cùng với Nam Ngạn, Yên Vực viết lên huyền thoại mới về cầu Hàm Rồng. Trên đỉnh núi Cánh Tiên được đắp hai chữ "Quyết thắng" khẳng định quyết tâm đánh thắng giặc Mỹ xâm lược.
Trải qua bao thăng trầm của lịch sử đến nay làng cổ Đông Sơn vẫn còn giữ được nhiều nét cổ kính của một làng quê nông nghiệp truyền thống. Hiện tại làng Đông Sơn nằm trong khu du lịch Hàm Rồng - điểm xuất phát của hành trình du lịch xứ Thanh. Các di tích vãn hoá cũng như dấu tích văn hoá Đông Sơn, làng cổ Đông Sơn, đình, chùa, động Tiên, động Long Quang đã trở thành những địa điểm du lịch thú vị. Trong tương lai làng Đông Sơn sẽ được quy hoạch bảo tồn để trở thành một trong những làng cổ điển hình của làng quê đất Việt.

## Đền Thờ
Làng Đông Sơn thờ vị thần Chàng Út Đại Vương, Duệ Hiệu là Đức Thánh Lưỡng làm Thành Hoàng. Theo "Chư Thần Lục" thì thần út là con Lê Cốc. Trong cuộc khởi nghĩa của cha con Lê Cốc chống lại nhà Đường, tại một trận đánh không may ngài bị tử thương.
Trong làng còn thờ Trịnh Thế Lợi làm Phúc Thần là người có công chuyển dân lập ấp.

## Bia
- Đông Sơn xã bi: dựng năm Thiện Phong thứ 13 (1353) tại làng Đông Sơn.
- Thành sự bi ký - Cảnh Thịnh thứ 3 (1795), làng Đông Sơn.
- Bồ Đề tự chung - Gia Long thứ 5, làng Đông Sơn.
- Văn Thánh miếu chung - Minh Mệnh thứ 6(1820).
- Hậu Phật bi ký - Thiệu Trị thứ 5 (1845).
- Cung Tiến bi ký - Thiệu Trị thứ 5 (1845).
- Hậu Phật bi ký - Tự Đức thứ 30 (1877).
- Thạch bi ký - Tự Đức thứ 33 (1880).
- Vũ Chỉ bi ký - Đồng Khánh thứ 3 (1888).
- Văn Hội bi ký - Thành Thái thứ 3 (1891).
- Văn Thánh miếu phục cự chi bi - dựng năm Thành Thái thứ 3 (1891).
- Đông Sơn Trùng Cửu - Thành Thái thứ 12 (1900).
- Võng Chân Đinh bi ký - Thành Thái thứ 12 (1900).
- Ký kỵ bi ký chùa Đông Sơn - dựng năm Bảo Đại thứ 4 (1934).
- Văn Thánh Đông Sơn bi ký (không rõ năm dựng).
- Đông Sơn bi ký (không rõ năm dựng).
- Đông Sơn Tự Khánh (không rõ năm dựng).[1].